# Sungai Kayu Ara
Sungai Kayu Ara is een bestuurslaag in het regentschap Siak van de provincie Riau, Indonesië. Sungai Kayu Ara telt 1814 inwoners (volkstelling 2010).